# 마르틴스 두쿠르스
마르틴스 두쿠르스(라트비아어: Martins Dukurs, 1984년 3월 31일~)는 라트비아의 스켈레톤 선수이다. 2000년대 후반부터 여러 차례 세계 스켈레톤 선수권 대회와 월드컵 대회에서 정상의 자리를 놓치지 않고 있는 세계적인 스켈레톤 선수 가운데 한 명이다. 토마스 두쿠르스의 동생이며, 아버지인 다이니스 두쿠르스 역시 썰매선수 출신이다.
동계 올림픽에서는 인연이 별로 없는 편으로, 2010년 밴쿠버 동계 올림픽, 2014년 소치 동계 올림픽에서 연속으로 개최국 선수에 밀려 은메달을 획득했다. 2018년 평창 동계 올림픽에서는 4차 주행 때 결정적인 실수로 4위에 그쳤다.